# Larissa Costa
Larissa Costa Silva de Oliveira (Natal, 9 marzo 1984) è una modella brasiliana, incoronata Miss Brasile 2009  in rappresentanza dello stato di Rio Grande do Norte state. che non vinceva da venti anni.
Ha in seguito rappresentato il Brasile in occasione di Miss Universo 2009, alle Bahamas, dove però è stata eliminata nelle fasi preliminari del concorso.
Diplomata in pedagogia, al momento dell'elezione, Larissa Costa era impiegata presso la Secretaria de Educação de Natal (Segretariato dell'educazione di Natal) nella città di Natal.